# Matidia bipartita
Matidia bipartita là một loài nhện trong họ Clubionidae.
Loài này thuộc chi Matidia. Matidia bipartita được Christa L. Deeleman-Reinhold miêu tả năm 2001.